# アルゼンチン料理

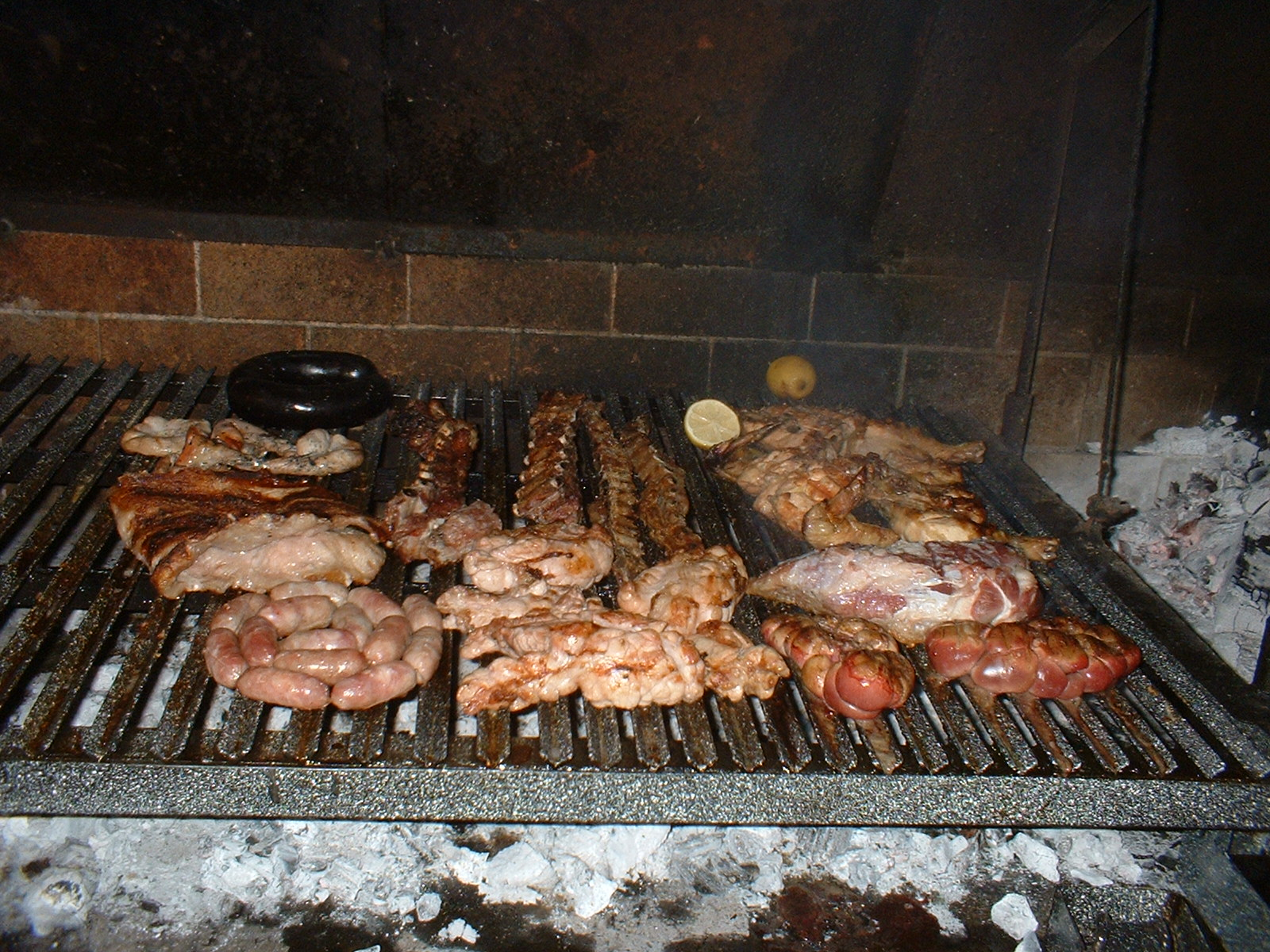
代表的なアルゼンチンのアサード。

アルゼンチン料理（アルゼンチンりょうり）は、植民地時代のスペイン人や、その後、19世紀と20世紀にアルゼンチンに移住したイタリア人やスペインからの移民がもたらした地中海料理の影響と、さらにクリオーリョ（スペイン植民によるもの）やアルゼンチン先住民の文化（マテ茶やウミータなど）が混合したものと言われている。
国内に豊富にある幅広い農産物の中で、アルゼンチンの牛肉の年間消費量は一人当たり平均100 kgであり、19世紀には180 kgに近づいたが、2007年の平均消費量は67.7 kgとなっている。
アサード（アルゼンチンのバーベキュー）以外には国民全体のアイデンティティーに一致する料理はない。それにもかかわらず、国の広大な地域と、その文化の多様性はさまざまな料理からなる郷土料理に結びついている。
アルゼンチンはカナダ、ブラジル、オーストラリアなどの他の移民受け入れ国を上回り、2,700万人のアメリカ合衆国につぐ660万人という世界で2番目に多くの移民が多い国となった結果、巨大な移民の波がアルゼンチン料理にも大きな影響を与えた。
アルゼンチンの人々は食べることが好きだと言われている。社会的な集まりは食事をともにすることが中心となる。家での食事に招待されることは一般的に友情、温かさ、そして統合の象徴とみなされる。日曜日の家族の昼食は、一週間のうちでもっとも重要な食事と考えられており、アサードやパスタが主役となる。
アルゼンチン料理のもう一つの特徴は、特別な日を祝ったり、友人に会ったり、誰かを讃えるためにフライドポテトやパティ、パスタなどの手作り料理を用意することである。手作り料理は愛情を示す方法としても見られている。
アルゼンチンのレストランには料理、価格、味に多種多様な幅がある。大都市では高級な各国料理から、ボデゴン（安価で伝統的な隠れ家的居酒屋）、あまりおしゃれではないレストラン、さまざま料理を手頃な価格で提供するバーや食堂まで、あらゆるものが集まる傾向がある。

## 歴史
アメリンディアンはヨーロッパ人の探検家がやってくる何千年も前からアルゼンチンに住んでいた。アルゼンチン北部のインディアン部族の人々はカボチャ、メロン、サツマイモを栽培した農民だった。スペイン人入植者は1536年にアルゼンチンにやって来た。
1853年から1955年の間にヨーロッパ、近東および中東、ロシアおよび日本などのさまざま地域から660万人もの移民がアルゼンチンに住むようになり、アルゼンチンはアメリカ合衆国についで移民が多い国となり、彼らはアルゼンチン料理の発展に貢献した。
移民の多くはイタリアとスペインからのものだった。イタリア人はピザをはじめ、スパゲティやラザニアなどのさまざまなパスタ料理を持ち込んだ。イギリス人、ドイツ人、ユダヤ人やその他の移民もアルゼンチンに定住し、それぞれの料理のスタイルや好きな食べ物を持ち込んだ。イギリス人は紅茶を持ち込み、ティータイムの伝統を始めた。これら全ての文化はアルゼンチンの料理に影響を与えた。

## 代表的な食品

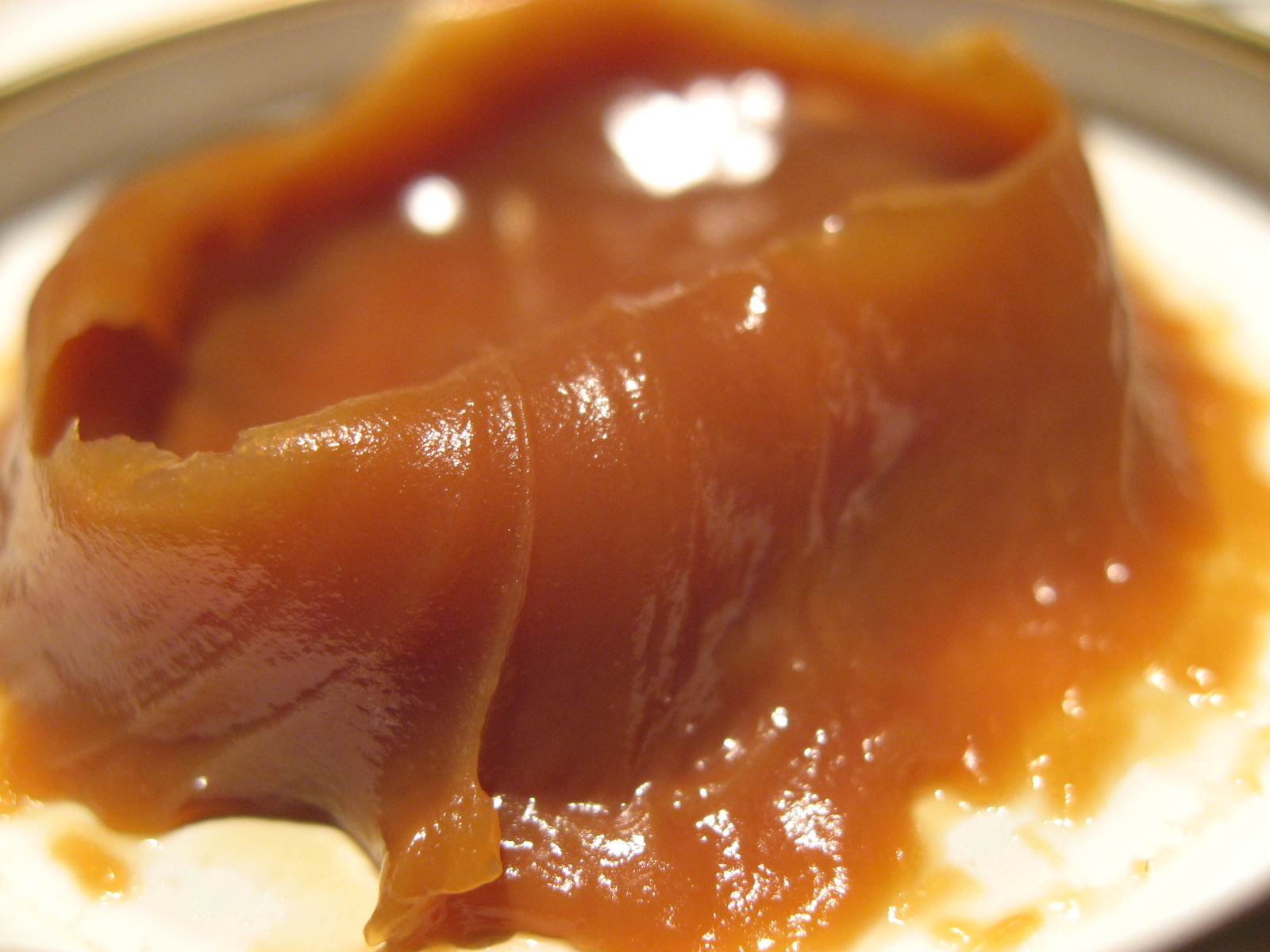
ドゥルセ・デ・レチェ、ケーキやパンケーキに詰めたり、トーストに塗ったり、アイスクリームフレーバーとして人気のある国民的なスプレッド

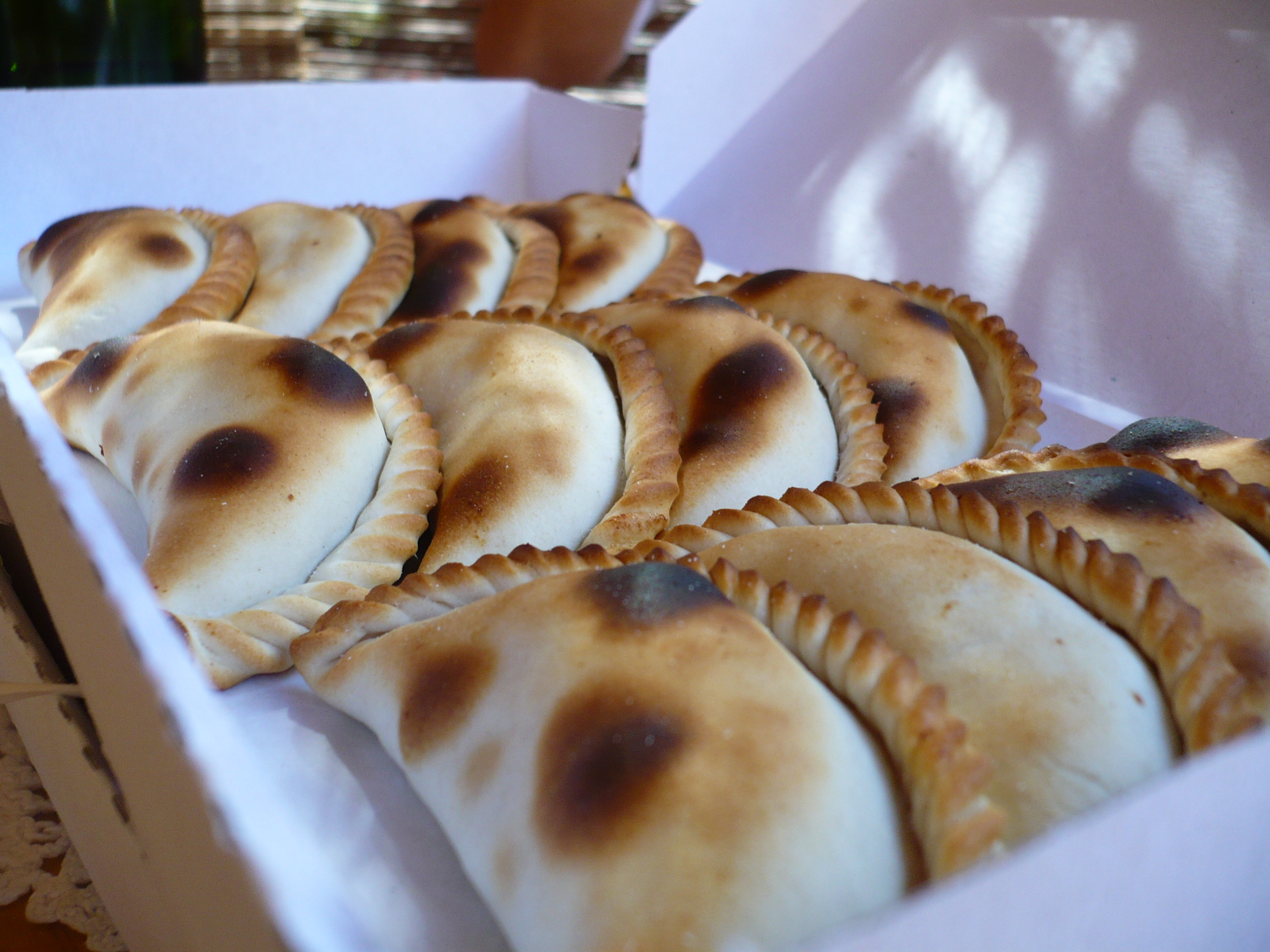
箱に入ったエンパナーダ

アルゼンチンのほとんどの地域は、牛肉を多用した食事で知られている。「アサード」のグリルした肉は定番で、特にステーキやリブ肉が一般的である。「アサード」という用語自体は牛の脇腹肉の細切りを意味している。
「チョリソ」（豚肉のソーセージ）、「モルシージャ」（ブラッドソーセージ）、「チンチュリネス」（もつ煮）、「モジェーハス」（胸腺）や動物のその他の部位も楽しまれている。
しかしながら、パタゴニアでは、ラムやチビート（山羊）が牛肉よりも頻繁に食されている。伝統的に丸の子羊や山羊は、asado a la estaca（ステーキのアサード）と知られる手法で、焚火の上で調理される。
アサードで最も一般的な調味料は、香草、大蒜および酢のソースの「チミチュリ」である。他の調合品とは異なり、アルゼンチンでは「チミチュリ」にチリペッパーを入れないが、辛さが穏やかな赤唐辛子のアヒ・モリードを使っている。
パン粉をつけて揚げた肉（「ミラネーサ」）は軽食やサンドイッチの具として、あるいはマッシュポテトやピュレと一緒に温かいまま食べられる。肉、チーズ、スイートコーンおよびその他のさまざまな具を詰めた小さなペイストリーの「エンパナーダ」はパーティーやピクニックの場で普通に見られ、あるいは食事の前菜として用いられる。バリエーションの empanada gallega （ガリシア州のエンパナーダ）は最も一般的にツナとサバ（スペイン語で caballa）で作られる大きくて丸いミートパイである。
主体となる穀物はコムギとトウモロコシで、特にトウモロコシは先述したエンパナーダ以外で「マサモラ」と呼ばれる伝統料理やロクロを作るのに欠かせない食材として扱われている。
野菜やサラダもアルゼンチンで食べられており、トマト、タマネギ、レタス、ナス、カボチャおよびズッキーニが一般的なサイドディッシュである。
ピッツァやパスタなどのイタリア料理の定番も牛肉同様に一般的に食されている。「フィデオス」（麺）、「タジャリネス」（「フェットゥチーネ」および「タリアテッレ」）、「ニョキス」（「ニョッキ」）などが伝統的に毎月29日に供され、「ラビオレス」と「カネロネス」（カネロニ）は大都市の多くの店舗で出来立てを買うことができる。イタリアンスタイルのアイスクリームは大きなパーラーやドライブスルーの店舗で供されている。その他のイタリア料理の定番としては「ポレンタ」、「トルタ・パスカリーナ」、「パスタ・フローラ」などがある。
チュブでは、ウェールズ系コミュニティが、スコーンや「タルタ・ネグラ」に似た「タルタ・ガレサ」を提供するティーハウスが知られている。
「サンドイッチ・デ・ミーガ」は皮を取り除いてバターを塗ったイギリスパン、非常に薄くスライスした塩漬け肉、チーズ、レタスでできたデリケートなサンドイッチである。しばしば、起業家の家庭料理人から購入され、軽い夕食として食べられたりもする。
甘いペーストの「ドゥルセ・デ・レチェ」は、ケーキやパンケーキに詰めたり、朝食用にトーストに塗ったり、アイスクリームに添えられたりするもう一つの大事な国民的な食品である。「アルファホーレス」はチョコレートとドゥルセ・デ・レチェか果実のペーストを挟んだショートブレッドクッキーである。"自警団"（vigilante）ないし "トラック運転手" のお菓子はマルメロのペーストかドゥルセ・デ・メンブリージョとチーズの組み合わせである。「ドゥルセ・デ・バタタ」はサツマイモから作られ、これとチーズを合わせたものが「マルティン・フィエロ」のお菓子である。林檎、洋梨、桃、キウイフルーツ、アボカドおよび梅が主要な輸出品である。
アルゼンチンの伝統的な飲み物は「マテ茶」（スペイン語の mate は第一音にアクセントをつけて「マテ」）と呼ばれる抽出液である。名称は伝統的に飲むのに使用してきた中空のヒョウタンにちなんでいる。
「マテ」（ヒョウタン）かその他の小さなカップのおよそ四分の三がイェルバ・マテの乾燥させた葉や小枝で満たされている。やや苦い飲み物は「ボンビージャ」と呼ばれる金属やサトウキビ製のストローを使って飲まれる。「マテ茶」は砂糖で甘くしたり、ハーブや乾燥したオレンジ・ピールで香りをつけることもできる。
沸騰はしていない熱湯がヒョウタンに注がれ、飲まれると、「マテ」が再び湯で満たされる。「マテ」の中はほぼ葉で一杯なので、それぞれの抽出で少量の飲み物ができるだけだが、「イェルバ」を使い切るまでに何度もお湯を注ぐことができる。小さな集まりでは伝統的に薬缶を持っている人がお湯を注いで、人から人に「マテ」が手渡される。お湯を注ぐ人に毎回礼を言わないのが通例であり、最後の gracias は飲み手がもう十分だという意思表示と見なされる 。
「マテ茶」を一緒に飲むことは重要な社会的儀礼である。「マテ茶」は同じ葉を使うが、熱湯で淹れるのではなく煮出して、紅茶のようにミルクと砂糖を添えて供される。
その他の典型的な飲み物としてはワイン（時には炭酸水で割って）があり、紅茶とコーヒーも同様に重要である。キルメスは発祥の地であるブエノスアイレス州キルメスの街にちなんだ、ペール・ラガーのナショナルブランドである。

## 食材
「アルゼンチン料理」は、アルゼンチンは非常に広大な畜産および農業国なので、あらゆる種類の穀物、油糧種子、果実および野菜の生育に大きく依存している。メソポタミア地方の水域ではトウゴロウイワシ目や、スルビ、ドラド、ボガなどの川魚が明らかに目立っている。
この国では16世紀から肉製品が支配的である。この国は牛肉、豚肉、鶏肉の主要な生産および消費国と見なされている。南部に位置する地域など、一部の地域では羊と仔羊の飼育や、貝、甲殻類、軟体動物、サケなどの漁が行われている。
牛にかかわるあらゆる飼育活動は、牛、羊、ラクダ科、「ドゥルセ・デ・レチェ」およびヨーグルトなどを含む乳業を高度に発展させた。アルゼンチン産のチーズとしては「レッジアニート」、「サルド」、「プロボレータ」、「クレモソ」などがある。アルゼンチンはドライフルーツ、オリーブ、あらゆる種類の油とスパイスの大生産者と見なすことができる。
食材をブレンドし、緯度の異なる地方の料理の伝統を新たに適応させることで、上記のほぼ無制限の原材料の供給源が優れた製品の多様性の存在を可能にする。

## 地域による違い
アルゼンチン料理はヨーロッパのルーツに大きく影響されているとともに、地域によって異なっている。「アサード」、「ドゥルセ・デ・レチェ」、「エンパナーダ」および「イェルバ・マテ」はアルゼンチン全土で見ることができる。国の多くの地域では、食材はさまざまに調理され、異なった種類の食品が作られており、これには北西部に見られるような先コロンブス期からのものも含まれている。

### 中央地域およびパンパ

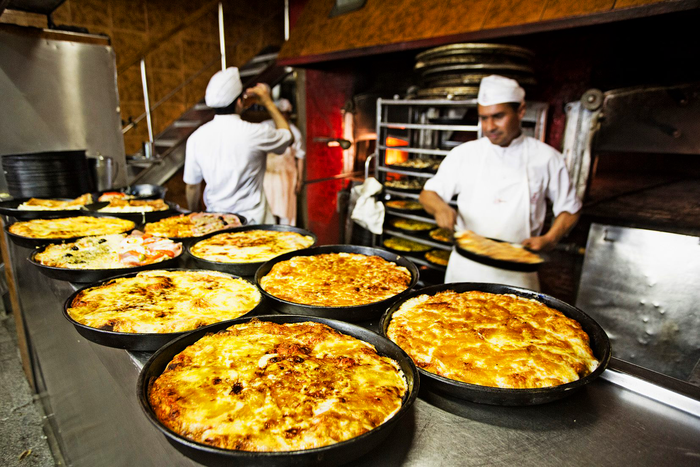
ブエノスアイレスの典型的なピッツェリア

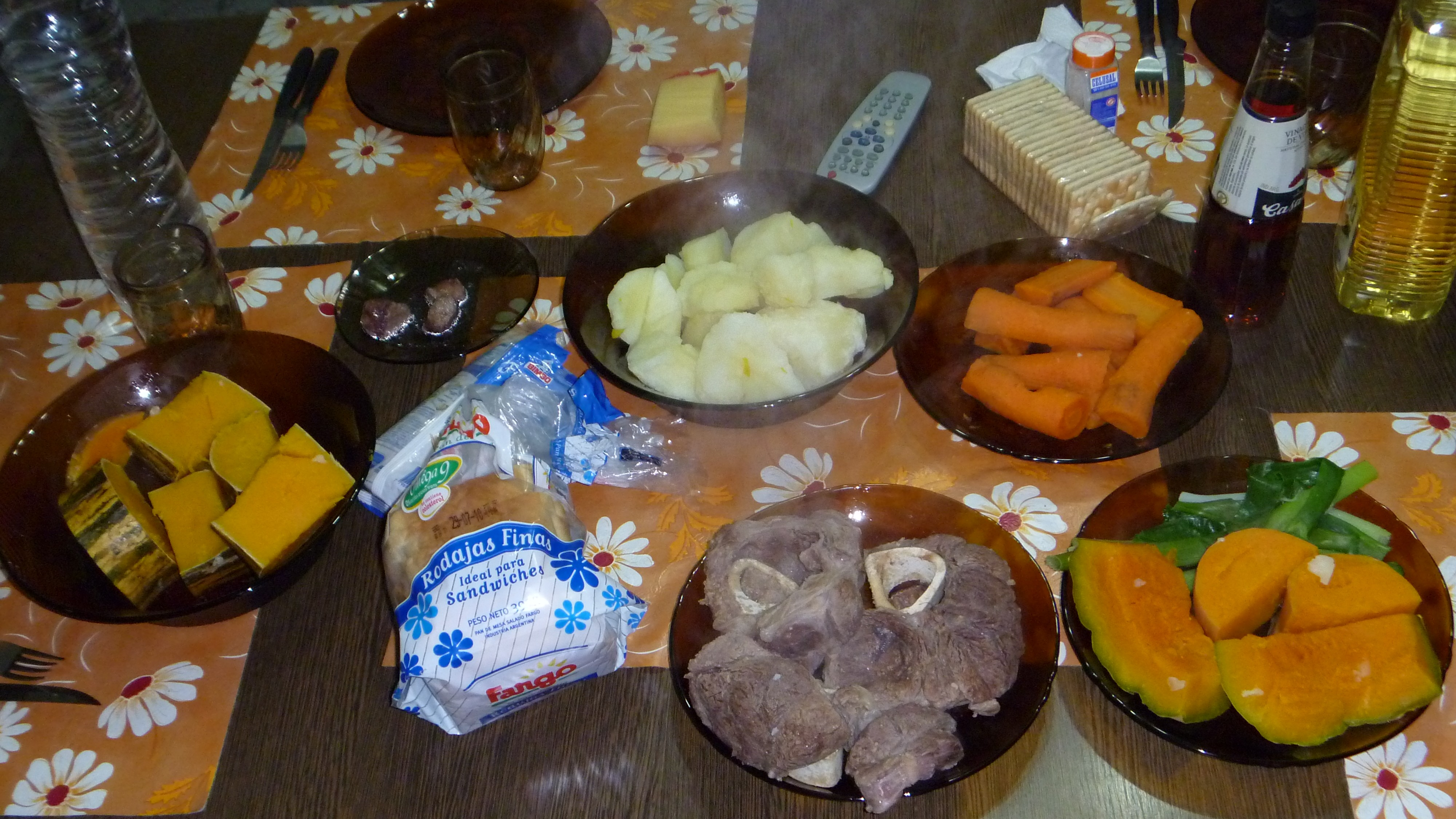
アルゼンチンのプッチェーロ

長い期間にわたって、ブエノスアイレス、ロサリオ、コルドバといった都市部は、とりわけイタリア人やスペイン人の子孫を含むヨーロッパからの移民を歓迎していた。それにもかかわらず、アルゼンチンに到着するドイツ人、スイス系アルゼンチン人および中東からの移民が流入した。この人種の坩堝がもたらした数えきれないほどの変化が調理技術の豊かさをもたらした。パスタ、ピッツァ、プッチェーロ（シチュー）、クロケット（揚げ物）、ソース、エンブティード（ソーセージ）、鶏肉と畜肉のコースなどの料理は、日々のメニューに幅広い選択肢をもたらした。さらに、製パン、デザート、ペストリーおよび乳業もこの地域でかなりの発展を遂げた。
上に挙げた料理は、独特のアルゼンチンのニュアンスを発展させた。そのため、例えばアルゼンチンのパスタとしては、スパゲティ、フシレス（フジッリ）、ニョキス（ニョッキ）、ラビオリ、チンタス（リボン状パスタ）、ラザニアからアルゼンチン製のソレンティノス、アグノロティス（アグノロッティ）、カネロネス（カネロニ）およびフェトゥチネス（フェットゥチーネ｝までの、幅広い料理が含まれている。
ピッツァ - 非常に薄く、時には厚く隆起した生地に、チーズを載せたり載せなかったりするものを、オーブンや「ピエドラ」（石窯）で焼いたもので、様々な具材が詰められている - は国中の辻々で見つけることができる料理である。ブエノスアイレス、ロサリオおよびコルドバなどでは、ピッツァの上にヒヨコマメの生地、ファイーナを載せたものも供されている。人々は、アルゼンチンのピッツァがユニークなのはイタリアとスペインの文化が融合していることだと言っている。19世紀からの変わり目に、ナポリおよびジェノヴァから移民が最初のピッツァ・バーを開店したが、その後はほとんどのピッツァ事業はスペイン系の住人によって所有されている。

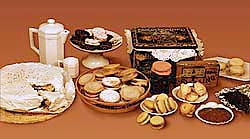
「ロゲル」（メレンゲで覆われたふわっとしたパイ生地を折りたたんだケーキ）、ドゥルセ・デ・レチェおよび各地域のアルファホーレス（マル・デル・プラタ、コルドバ、トゥクマン、その他）

パン製品は国中で食されている。パン、ペイストリーおよびデザート作りの深く根差した伝統は前述した国々の製品を混ぜ合わせることに由来している。ベーカリーはさまざまなパン、クッキー、ケーキだけではなく、ペイストリーも販売している。ペイストリーは一種のロール・ペイストリーに似ており、生地の主成分はバターか脂肪であり、シンプルなものか、他の詰め物、特にドゥルセ・デ・レチェ、牛乳、ジャム、クレマ・パステル、マルメロか林檎のゼリーが詰められていたりする。最も人気のあるペイストリーはフランスのクロワッサンを基にした「メディアルナス」（medialunas、単数形：medialuna、字義的には「半月」だが三日月のこと）タイプのものと言われている。さらに、サンドイッチ・デ・ミーガは別のタイプのパン製品であり、精白パン（一般にクラストレス・パンと呼ばれる）の薄い層にハムとチーズから、その他の生ハム、トマト、オリーブ、半熟卵、ツナ、レタス、赤唐辛子などのより洗練された組み合わせに至るまでの食品が挟まれている。
デザートやスウィーツは、通常ドゥルセ・デ・レチェが詰められたり、塗られたりしている。ドゥルセ・デ・レチェで覆われたものは単独でや、ケーキ、アルファホーレス、パンケーキ（ケーキ）、ペストリーに載せて、あるいはフラン・デ・レチェの上に塗り広げて食べられる。ホイップクリームはスウィーツやデザートを作るのに広く消費されている。また、ケーキ、スポンジケーキ、プディングなども人気のある料理である。この地域のジェラートも、地方の味を加えることでかなりの発展を遂げ、その調理に関する地方の熱情を何らかの形で保った。
アサードは全国で食べられているが、その起源はパンパまでたどることができる。これには多様な種類の肉が使われ、一般的に次のように食べられる：アチュラス（もつ、あるいは牛の内臓）、モルシージャ（ブラッドソーセージ）、そして時にはプロボレータ（オレガノとともにグリルで調理されたプロヴォローネ）が最初に食べられる。次に、チョリパン（choripán、豚肉ないし羊肉で作られたスパイスのきいたソーセージを2枚のパンに挟んだもの）が、最後にショートリブ（asado de tira）、バシオ（vacio、フランク・ステーキ）、ロモ（lomo、ヒレ）、コリータ・デ・クアドリル（colita de cuadril、ランプ）、マタンブレ（matambre、スライスされて、冷製で供されるロール状ステーキ）、エントラーニャ（entraña、ハンガー・ステーキなどが食される。コルドバ州ではカブリート・アル・アサドール（cabrito al asador、子ヤギないしヤギのロースト）と呼ばれる料理を食べて楽しむのが一般的である。

### 北西地方およびクージョ

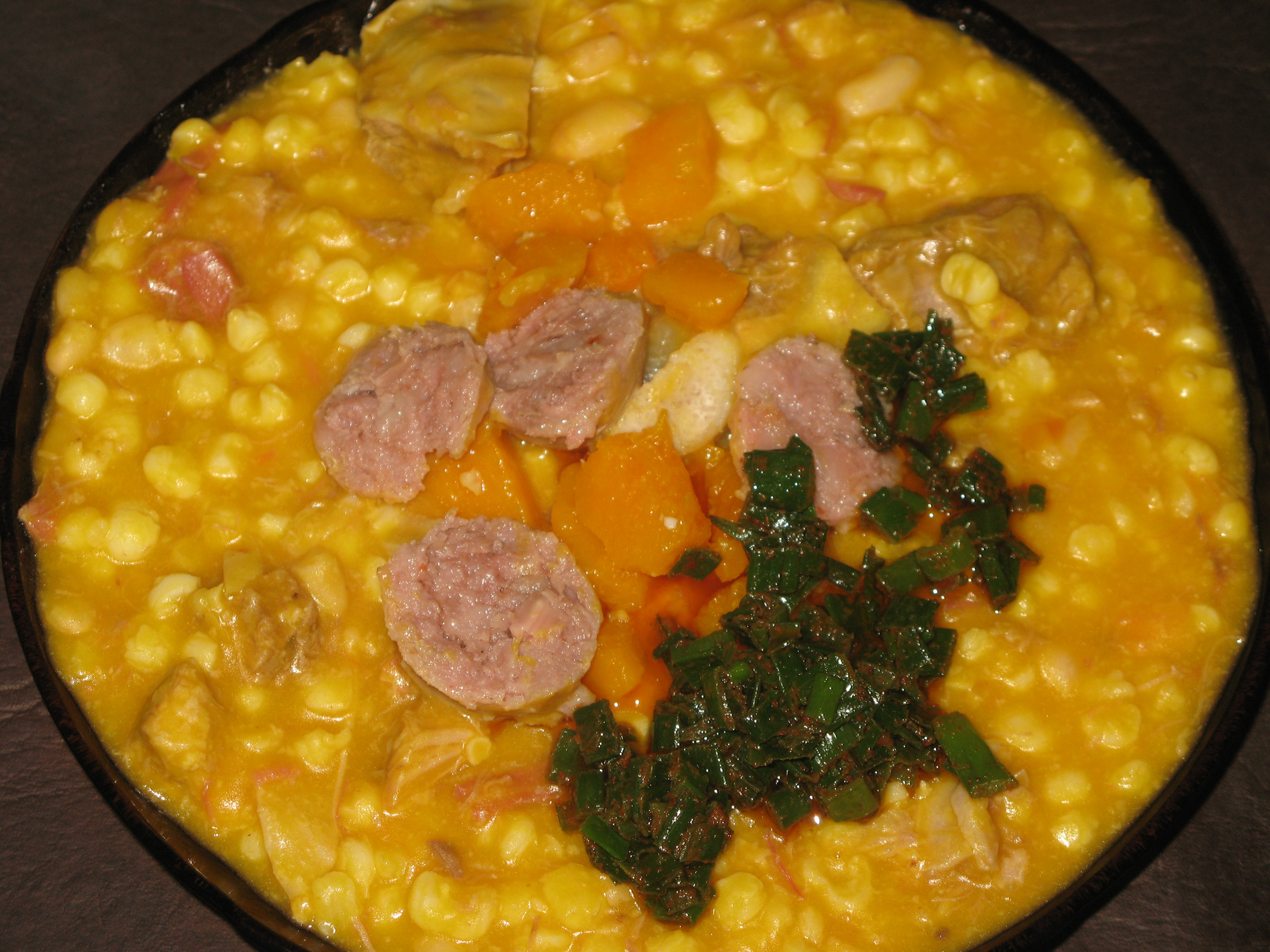
ボウルに盛られた「ロクロ」シチュー、アルゼンチン北西部の伝統的な定番料理

この地域は最もネイティブ・アメリカンの影響を受けており、この地域の食品はアンデス-インカの伝統に密接に結びついていると見做されている。郷土料理を調理する際には、ほとんどの場合にジャガイモとトウモロコシないし小麦が使われるが、キヌア（インカ料理で一般に使われる雑穀）、ピーマン、カボチャ、トマトなども含まれる。もっとも有名な料理はトウモロコシの包葉にトウモロコシ自体の詰め物、調味料、肉などを詰めたウミータとタマルである。
この地域は特にミート・エンパナーダのように肉を詰めたエンパナーダや、ジャガイモも詰めたサルテーニャ（salteña）、マタンブレを詰めてナイフで切ったエンパナーダ・トゥクマーナ（empanada tucumana）やチーズを使ったエンパナーダなど、供される様々な種類の魅力的なエンパナーダを味わうのに最適である。エンパナーダは、揚げたり焼かれたりした、手づかみで食べられる一人分サイズの閉じたペイストリーである。
ロクロ、カルボナーダ、ポージョ・アル・ディスコ、カスエラ（キャセロール）も、肉を詰めたカボチャやジャガイモのプディング同様にこの地域を特徴づける一般的な料理である。

### メソポタミア

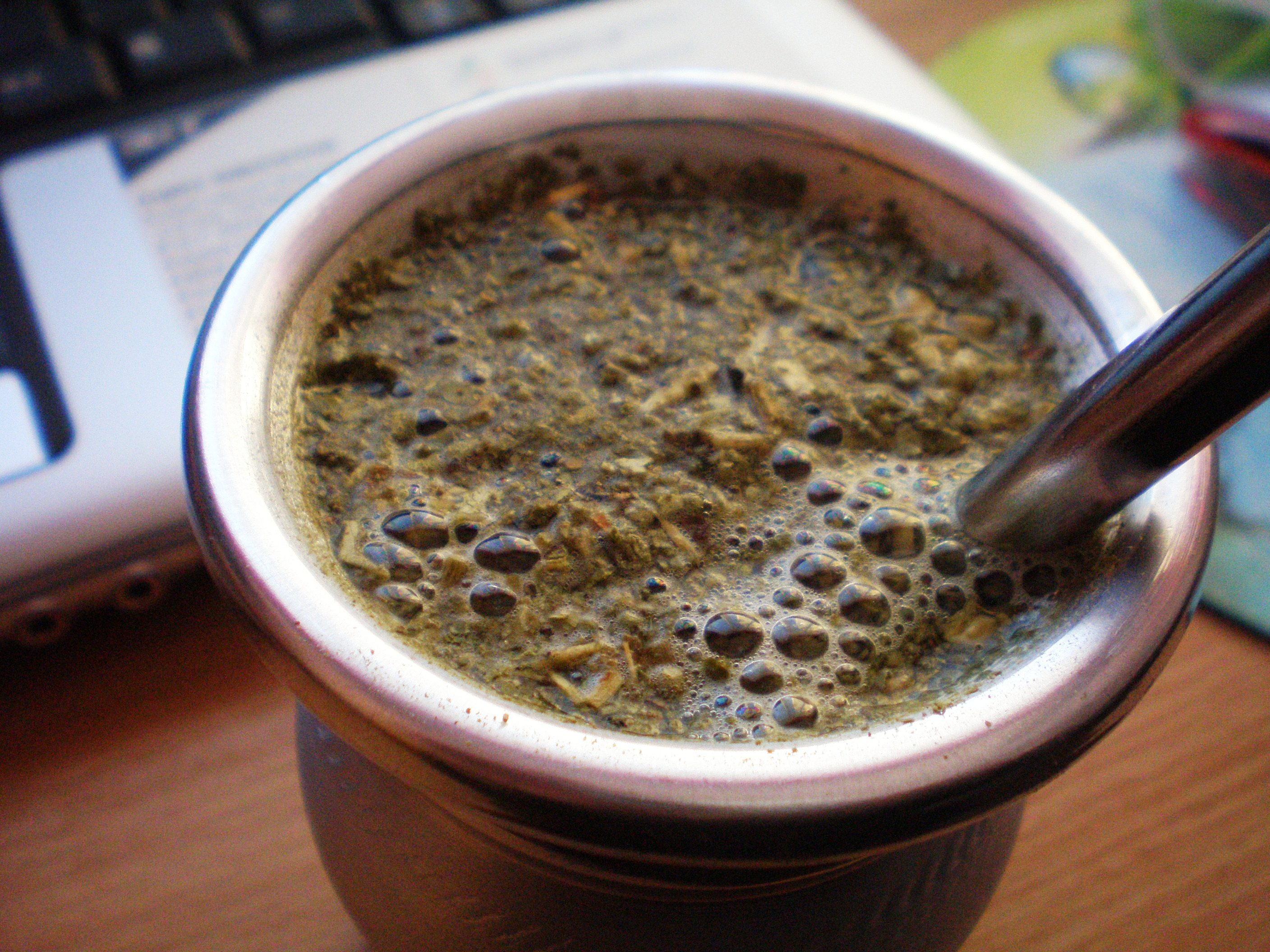
アルゼンチン料理への北東地方の最も有名な寄与であるマテ茶。

コリエンテス州、ミシオネス州、エントレ・リオス州からなる、メソポタミアとして知られる湿度が高く、緑に覆われたアルゼンチン北東地方は、もう一つのネイティブ・アメリカン、特にグアラニー族の影響を受けた地域である。河川や海岸が豊富で、ドラド、パクー、スルビ、ボガー、シルバーサイドなどの多種多様な魚種を供給している。
この地域で広く栽培されているキャッサバは、一般的に食事のほかの構成要素と同様にチーパ（キャッサバとチーズのパン）などの郷土料理に含まれている。しかしながら、この地方ではキャッサバも単独で茹でたり、揚げたりして調理され、アサードやエンパナーダの付け合わせとしてよく使われる。また、ンベジュ、チーパ・アバティ、ソパ・パラグアージャ、ソパ・コレンティーナ、チパないしチーパ・コン・カルネ、キベベ、ボリボリ、チーパ・グアス・オ・パステル・デ・チョクロ、ンバイピ、チーパ・ンボカ（chipá mbocá）ないしチーパ・カブレ（chipá caburé）などや、マニオク、コーン、チーズ、そして時には肉をベースにした似たような料理もあるが……キャッサバを原料とするチーパは、お湯で淹れたイェルバ・マテや、カフェ・コン・レチェとともに朝食として食べられることが多い。ソパ・パラグアージャやパステル/カルタ・デ・チョクロは昼食や夕食に食べられる。砂糖を使った製品では、パパイア（アルゼンチンのスペイン語ではmamón）のジャムが、この地域の北部では一般的である。
この地域の代表的な商品は明らかにイェルバ・マテである。全国で消費されているこの商品には、この地域独自の特徴があり、お湯で淹れられるだけではなく、この地域の気温が高いことから冷水で淹れられることも一般的であり、テレレとして知られている。

### パタゴニア
パタゴニア南部の広大な地域で生産される食品には海や川でとれる魚やシーフードが含まれるとともに、この地域で幅広く飼育されている羊製品もある。
サケ、ミナミタラバガニ、イカやその他の貝や軟体動物などの海産物が南極海で漁獲される。河川にはマスがいる。

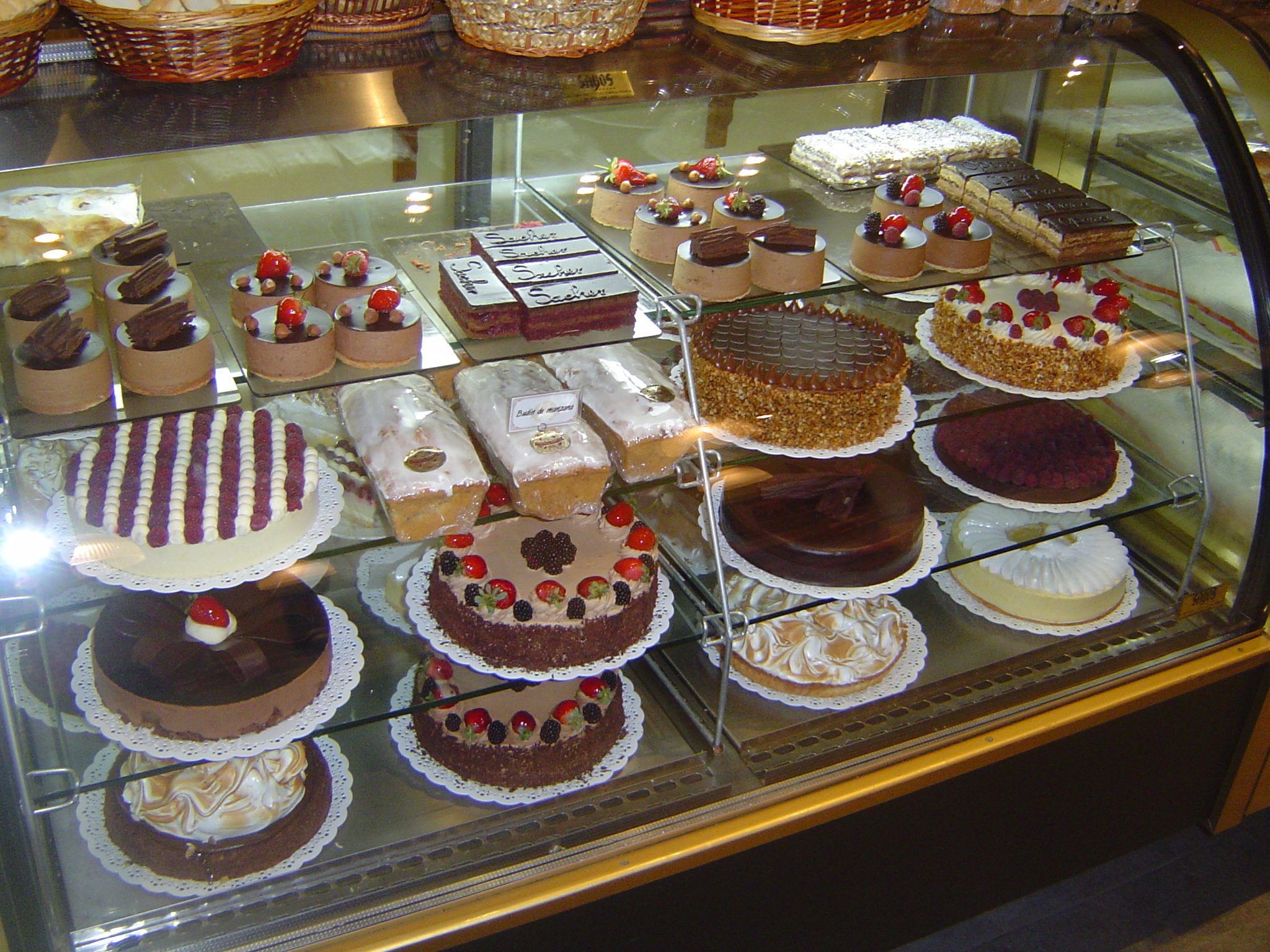
ネウケン州サン・マルティン・デ・ロス・アンデスの店に並ぶ「チョコレートとドゥルセ・デ・レチェ」のケーキと、その他の地域の人気商品。

この地域でとれる多種の果実にはサクランボ、ビルベリー、イチゴ、ロサ・ルビギノーサおよびエルダーベリーなどがある。
この地域の北ヨーロッパおよび中央ヨーロッパからの入植地ではチョコレートとその副産物の大規模な生産を築き上げてきた。ウィーンおよびドイツ料理とペイストリーも一般的にはこの地域に関連している。
羊肉と仔羊肉は猪および鹿肉とともに、この地域の肉をベースにした料理の材料となっている。また、南部地域の典型的な食材にはサケ、イノシシおよびクジャクなどの燻製品が挙げられる。
パタゴニアは、ヨーロッパ人がやって来るずっと前から、そこに住む部族、特にマプチェ族との影響を受けている。代表的な調理法はクラント（「熱い石」の意）である。この調理では地面に掘ったおよそ150cmの深さの穴の中で火を起こし、その中で石を熱する。石の上にナルカ（nalca）ないしマキ（maqui）の葉を敷き詰め、その上に食材を順番に追加する。食材はさまざまだが、牛肉、仔羊肉、豚肉、鶏肉、アルゼンチンのチョリソ（豚肉のソーセージ）、ジャガイモ、サツマイモ、リンゴ、チーズ、クリーム、エンドウマメを詰めた刳り貫いたカボチャなどが使われる。食品は熱を保つために葉と濡らした布で覆われ、その上から大量の土で覆われている。

## アルコール飲料
ワイン（西: vino）は伝統的にアルゼンチンで最も人気のあるアルコール飲料だが、ここ数十年のビール（西: cerveza、イタリア語のbirraがよく使われる）の人気はワインと競り合っている。
醸造所は1860年代の終わりにアルザスからの入植者によるものが嚆矢となった。最初はブエノスアイレスのダウンタウン（el égido de la Ciudad Autónoma de Buenos Aires、「自治都市ブエノスアイレスの盾」の意）にあったが、やがてポーランド系の醸造家たちがサンタフェ州サン・カルロス、コルドバ州リオ・セグンドおよびコルドバ、ブエノスアイレス州ラ・プラタ周辺のルラバロール、トゥクマン州サン・ミゲル・デ・トゥクマン、メンドーサ周辺およびサルタなどでビールの工業生産を始めた。
アルゼンチンにおけるビールの消費量は前世代に劇的に増加し、1980年には2億3,300万リットルだったものが、2007年には15億7,000万リットル（一人当たり40リットル）に増加している。ビールの生産量と消費量の増加は、各地の関連イベントの存在によって支持され、2001年以降はワインの消費量を上回り、例えば、ドイツ系移民が多い地域ではオクトーバーフェストや "Fiestas de la Cerveza" などのビール祭が開催されている（コルドバ州ビージャ・ヘネラル・ベルグラーノ、サンタフェ州サン・カルロスおよびエスペランサなど）。このようなお祭りは、ミュンヘンのオクトーバーフェストをアルゼンチン風にアレンジしたもので、同様に観光スポットになっている。しかしながら、アイルランドを中心としたケルト系の人口が多いことから、アイルランドの守護聖人であるセント・パトリックス・デー（Día de San Patricio）のように、メーケティング目的のビールの祭典も行われている。
アルゼンチンのアルコール飲料の消費量は、米国と同程度で西ヨーロッパの平均よりもやや少ない。アルゼンチン人は様々なアルコール飲料を楽しんでおり、アルゼンチンは職人的なものであり、工業的なものであれ、様々な凝った製品を誇っている。ビールやワインの他に、アルゼンチン人はシードルをよく飲む（ここでもスペインやイタリア、より正確にはアストゥリアス州やカンパニア州の伝統が受け継がれている）。シードルは、中流および下層階級の間でクリスマスと新年にもっとも人気のある飲み物である（上流階級は地元で生産されたシャンパンで祝うことを好んでいるが、本物の古くからのクリオーリョの貴族たちは、より伝統的なシードルを引用している）。
この他に広く消費されている蒸留酒としてはサトウキビから作られた、カーニャ・ケマーダ（caña quemada、焦げた杖）ないし、単にカーニャ（'caña'、杖）と呼ばれるアグアルディエンテ（火の水）である。カーニャ・ケマーダに関する民俗学的メモ：伝統的に6月21日まで、カーニャ・ケマーダをルーダ・マチョ（ruda macho、ヘンルーダの一種）と一緒に飲み、この混合物がインフルエンザやその他の病気を防ぐとされている。カーニャは、主に農村部ではジン（"ginebra" - オランダ風のジン）と競合している。
苦味のある蒸留酒フェルネット、特にイタリア製のフェルネット・ブランカはアルゼンチンで高い人気をはくしている（2017年の調査では、アルゼンチン人は世界で生産されるフェルネットの75%以上を消費していると言う結果が出ている）。フェルネットは一般にコカ・コーラと混ぜて楽しまれている。フェルネットが消化を促進すると言う性質から、ディナーの後の食後酒として選べれている。
アルゼンチンには、例えばオレンジ、卵、アニス、コーヒー、サクランボおよび当然のようにドルチェ・デ・レチェで風味をつけられた、職人が生産したリキュール（蒸留され、風味のあるアルコール飲料）が数多くある。エスペリディーナはオレンジ・ピールから作られたリキュールの一種で、1890年ごろにアルゼンチンで開発された。レモンをベースにしたチトロンチェロ（chitronchelo）ないし（イタリア語の）シトロネラ（citronella）もある。この飲み物は南イタリアからの移民とともに到来し、職人によっても、工業的にも（例えば、マル・デル・プラタで）生産されている。

## ノンアルコールの名産品

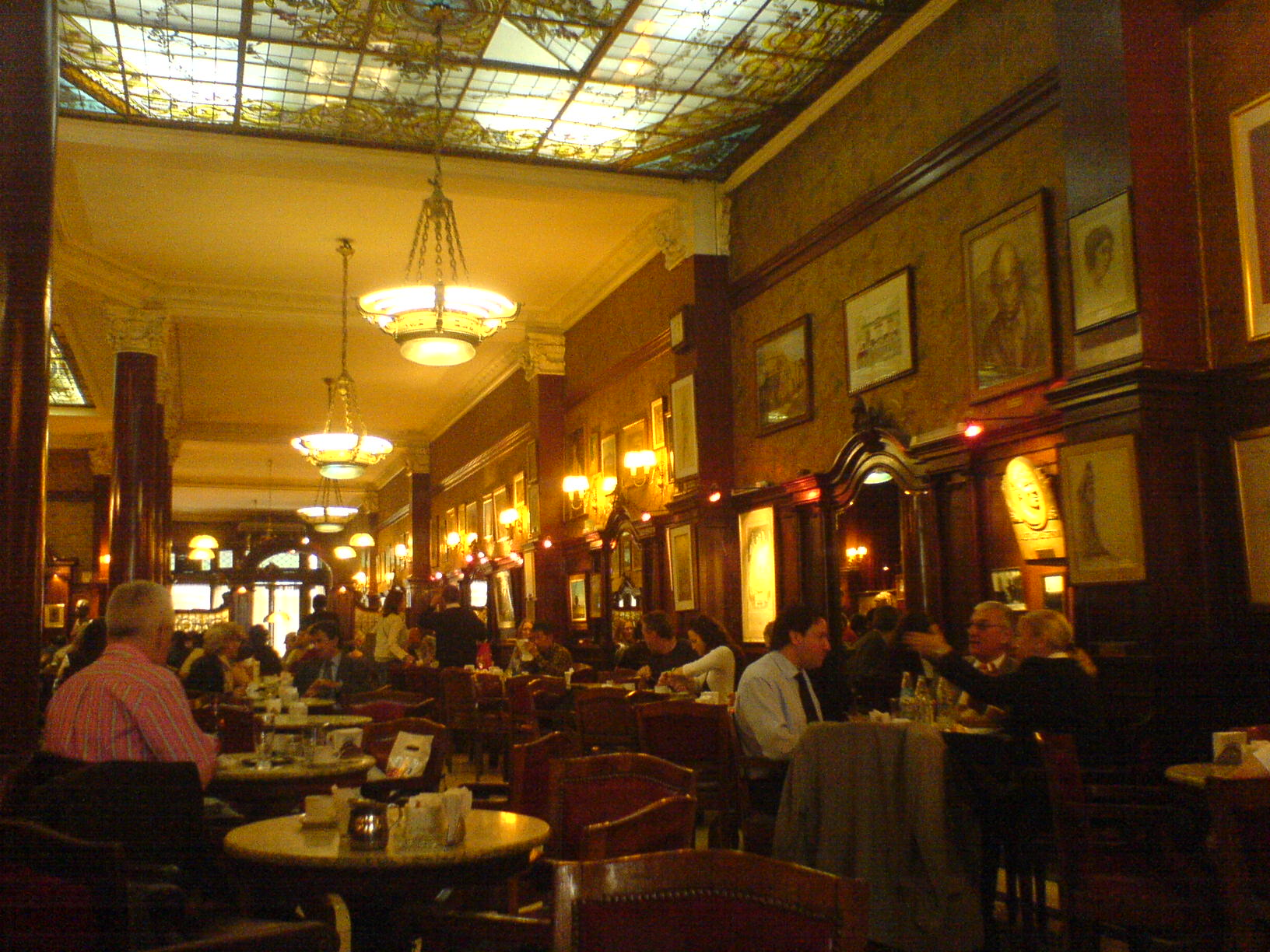
ブエノスアイレスに数多くあるコーヒーハウスの一つ、カフェ・トルトーニ。コーヒーは非常に一般的に飲用されている（年間一人当たり141杯）。

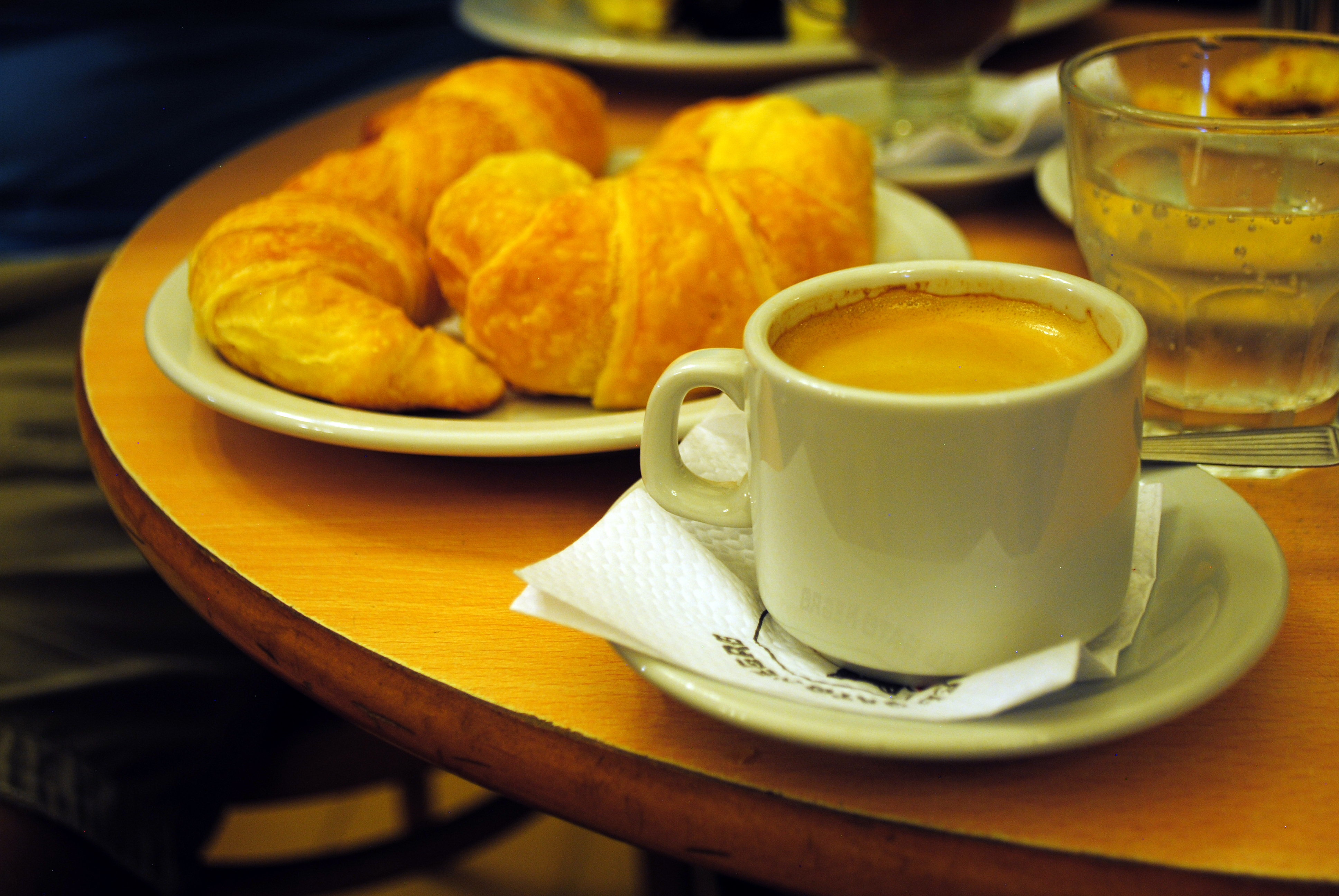
ブエノスアイレスのカフェ・エル・ネグロの伝統的なメリエンダのの盛り付け。「メディアルナス」（Medialunas、クロワッサン）、「カフェ・エン・ハリート」（café en jarrito、ダブル・エスプレッソ・コーヒー）、そしてミネラルウォーターを少しずつ喫する。

アルゼンチンでは多種多様なノンアルコール飲料も楽しまれている（ただし、時々両方の「ファミリー」が混ざっていることがあり、例えばジェルビアオ（yerbiaoはマテ茶と「カーニャ」やジンを混ぜたものである）。これらの中で、マテ茶は長い間最も広く楽しまれており、2006年にはアルゼンチンで70万トン以上が収穫され、そのほとんどが国内で消費された。マテ茶は世界中でも評価されており、アルゼンチンの主要な輸出品目の一つでもある。
しかしながら、マテ茶がコーノ・スールで非常に普及しているという事実があっても、旅行者はこの地方で他の飲料がまれであると考える必要はなく、特にアルゼンチンではヨーロッパの強い文化的影響によって、コーヒーも一般的に非常に愛飲されている（年間一人あたり141杯）。チョコレート飲料もまた人気がある（チョコレートの原産地はメソアメリカだが、食べるのはスペインの影響である）。チョコレート飲料の消費は、秋から冬にかけて、また国土の寒い地域で増加し、初等教育機関ではアルゼンチンの二つの国民的な日付である5月25日（五月革命）と7月9日（独立記念日）にチョコレート飲料を飲む伝統がある。
19世紀末から20世紀初頭にかけて、イギリスと極東との交流により強化されたイギリス文化の影響で、紅茶もよく飲まれている。
薬草は国中でよく使われており、代表的なものとしてはカモミール、サルビア・リフレクサ、ボルド、ポレオ、ペペリナ、carqueja、タイム、canchalagua、ヘンルーダ（macho と hembra、「男」と「女」の意）、ゼニアオイ属、ローズマリー、トケイソウ、bira bira、palán palán、muña muñaなどが挙げられる。これらのハーブの多くは、アルコール度数の有無に関わらず、アペリティフやビターにも使われている。

## 人気のあるショートオーダー料理

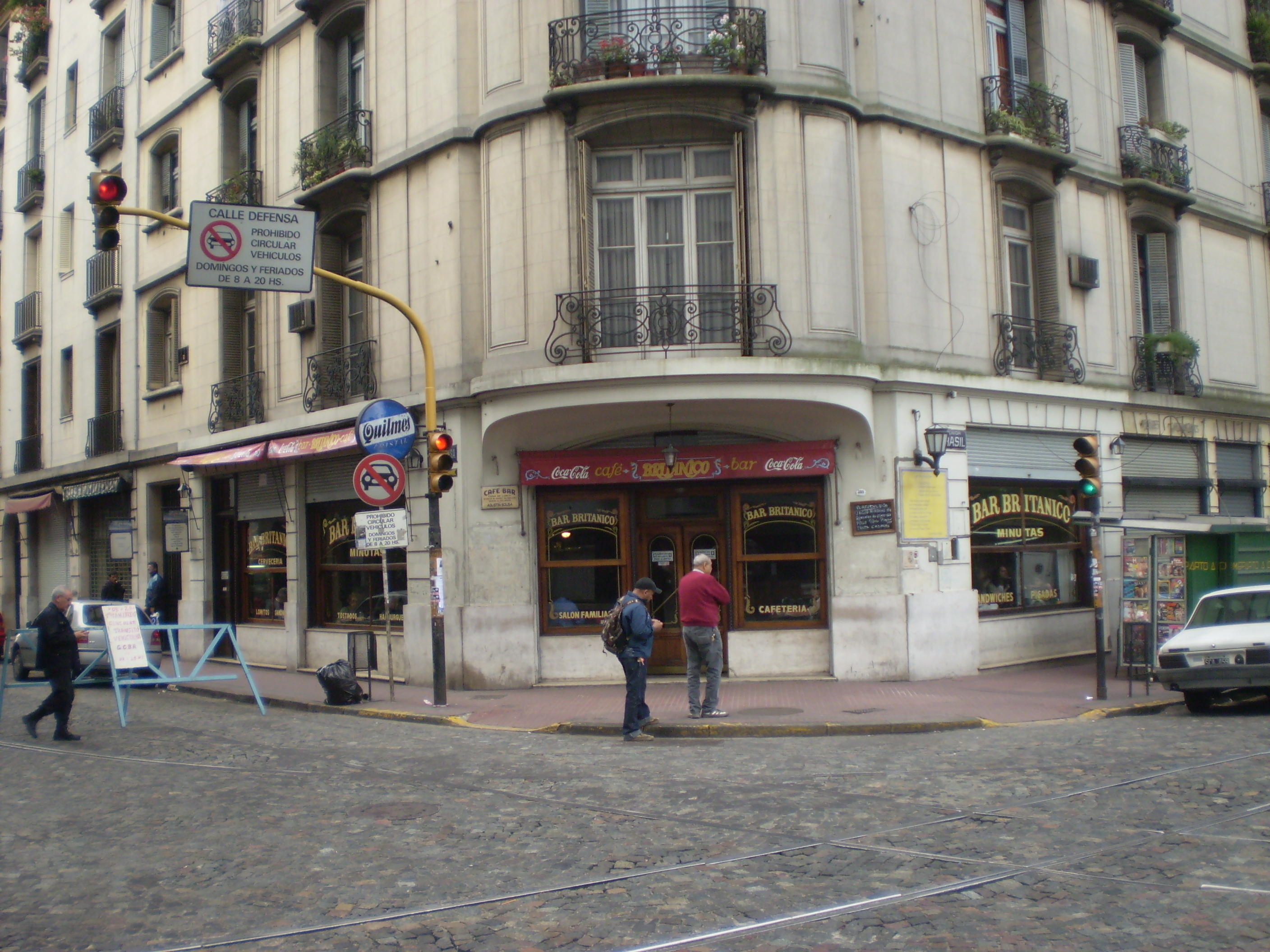
ブエノスアイレスの「バー・ブリタニコ」。通常、これらの「バー」はイギリスの「パブ」に似ており、ランチタイムに繁盛している。

今日のアルゼンチンのほぼすべてのレストラネス（restoranes）やレストーランテス（restaurantes）およびロティセリアス（rotiserias、グリル・レストラン）では、20世紀に「ショートオーダー料理」として知られるようになった、（短い時間で）素早く調理された食事を提供している。ミラネーサ、チュラスコ、ビフェス（bifes、ビーフステーキ）、エスカロープ、タラリネス、ラビオーレス（ravioles、ラビオリ）、ニョキス（ñoquis、ニョッキ）などがミヌータス（minutas）のカテゴリーに含まれる料理だが、ミヌータスを売っている店独特のスタイルのものがあり、ビフェスとミラネーサは"a caballo"（「馬に乗って」、目玉焼きが載せられている）、"milanesa completa"（「完全なミラネーサ」、目玉焼き2つとフライドポテトを載せたミラネーサ）、"revuelto Gramajo"（細切りポテトとハムの卵とじ）、"colchón de arvejas"（「エンドウマメのクッション」、エンドウマメのオムレツ）、"suprema de pollo"（「鶏肉のシュープレーム」、通常はミラネーサのようにパン粉をまぶしたもの）、マタンブレ、"lengua a la vinagreta" （舌のピクルス）などがあり、サンドイッチ（sandwiches de miga）はロールパンではなく、スライスされたホワイトブレッドで作られている。
もっとも一般的なサンドイッチはミラネーサ、焼いたハムとチーズ、パン・デ・ミーガ、トースト、ペベテ、panchos（「パンチョス」、ホットドッグ）、チョリパン、morcipanesなどで、モンテビデオでは、山羊肉が入っていないにもかかわらずチビートと呼ばれる別種のサンドイッチがある。
家庭やバー、カフェ、カフェティネス、ボデゴン（「厨房」の意、大衆食堂）で食べられる、サイコロ状のチーズ（通常はマル・デル・プラタ産かチュブ産）、サラミ、塩水漬けのオリーブ、フライドポテト、maníes（ピーナッツ）などが皿に盛られたピカーダも人気があり、アルコール飲料（フェルネット、ビール、ワインの炭酸水割りなど）と一緒に食べられている。
アルゼンチンの人々はhelado（エラード、イタリア系のアイスクリームやスペイン系のシャーベット）を楽しんでいる。スペインの植民地時代には、霰や雪を使ったシャーベットの一種が作られていた

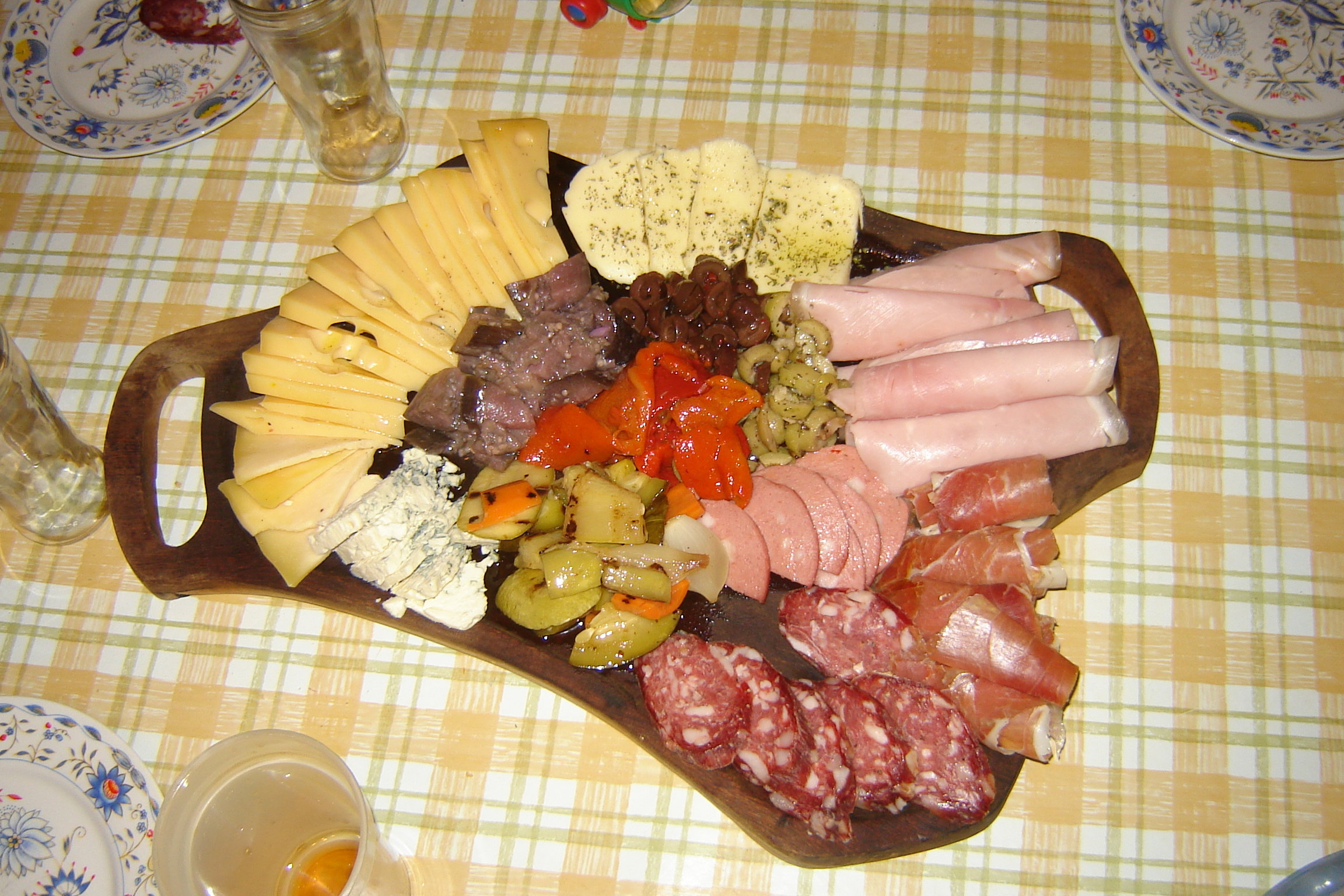
イタリアの影響を受けた食間の定番料理「ピカーダ」

## 食習慣
一般的に朝食は少なめで、コーヒー（あるいはマテ茶）とペイストリーからなっている。アルゼンチンのほとんどの地域では、昼食が1日の中でもっともしっかりした食事となる。ブエノスアイレス、ロサリオ、コルドバなどの大都市を除いて、ほとのどの街ではランチタイムには閉まっている。多くの人はこの時間に自宅に戻り、しっかりした食事とシエスタを楽しんでいる。アルゼンチンの伝統的な昼食は長く、よく発展している。アルゼンチン人は、夜に軽いスナック（メリエンダと呼ばれ、一般的にはコーヒーかマテ茶とペストリー）を食べることが多く、夜9時まで、あるいは週末にはそれより遅くまで夕食をとらないのが普通である。